# محمد بن عبد الرحمن بن فيصل آل سعود
أبو خالد الأمير محمد بن عبد الرحمن بن فيصل آل سعود (1882-1943)، أحد إخوة الملك عبد العزيز آل سعود، شارك مع أخيه عبد العزيز في العديد من الحروب في سبيل تكوين المملكة العربية السعودية وتوحيد مناطقها تحت حكم أخيه عبد العزيز، كما تولى إمارة مكة المكرمة.

## دوره في عهد عبد العزيز

### المشاركة في توحيد المملكة العربية السعودية
شارك محمد أخاه عبد العزيز في حروب عدة من أجل توحيد المملكة، وفي الوقت ذاته لم يشارك محمد في بعض الحروب، فبعضها صادف أن يكون مكلفًا من الملك بمهام حربية أخرى مثل: البقاء بقوات في الرياض للدفاع عنها، أو البقاء بقوات في المناطق حديثة الدخول في حكم عبد العزيز؛ حتى يثبت الحكم فيها، أو البقاء على رأس قوة تكون داعمة ومساندة للملك عبد العزيز حال احتاج العون الحربي، ومن أهم الحروب التي شارك فيها محمد:
- معركة الصريف
- معركة فتح الرياض 1319هـ/1902م حيث كان محمد بن عبد الرحمن بن فيصل آل سعود قائدا لمجموعة من ثلاثة وثلاثين رجلا"
- معركة روضة مهنا 1324هـ/1906م.
- معركة كنزان 1333هـ/1915م التي قُتل فيها أخوه الأمير سعد الأول بن عبد الرحمن آل سعود قتله عبد الله بن مزروع التميمي أمير منفوحة
- معركة تربة 1337هـ/1919م
- معركة توحيد جبل شمر 1338هـ/1920م حاصر حائل وكانت تحت قيادته مجموعة من الجيش في حصار أطراف حائل و دخوله تحت سيطرة عبد العزيز
- مشاركته في حصار جدة وفتحها مع أخيه عبد العزيز.
- موقفه في معركة السبلة سنة 1347هـ/1929م كان له موقف مشهود في تلك المعركة ووقوفه بجانب أخيه عبد العزيز.[1]

### المساهمة في الإعداد لمنصب ولاية العهد
أراد عبد العزيز أن يعهد بولاية المملكة العربية السعودية لأخيه الأمير محمد، ولكن محمد أشار على أخيه عبد العزيز بأن تكون ولاية العهد لابنه الأمير سعود (الملك سعود لاحقًا) حتى يكون الملك في ذريته ، وقد حرص محمد في هذه المشورة على أمور عدة أهمها: استمرار الترابط الأسري بين الأخوين والأسرة الحاكمة كافة، إضافة إلى استمرار الاستقرار السياسي القائم آنذاك والتأكيد عليه بمبايعة الأمير سعود بن عبد العزيز وليًا للعهد وكان ذلك في اليوم السادس عشر من شهر محرم عام 1353هـ، وقد كان للأمير محمد دور كبير في الإعداد لمراسم ولاية العهد مؤكدًا بذلك على أهمية التلاحم والتماسك بين أفراد الأسرة السعودية الحاكمة

## أسرته
- الأميرة العنود بنت محمد بن سعود بن فيصل آل سعود. والدة الأميرة موضي
- الأميرة نوف بنت عبد الله البتال المطيري
- الأميرة جوزاء بنت سلطان الادغم السبيعي
- الأميرة نورة بنت ناصر الأزمع أبوثنين السبيعي
- الأميرة جهير بنت ناصر الأزمع أبوثنين السبيعي. والدة الأمير بدر، الأمير عبد الرحمن، والأميرة نورة
- الأميرة حصة بنت أحمد بن محمد السديري. والدة الأمير عبد الله
- الأميرة نورة بنت محمد الغنام
- الأميرة نورة بنت صنيتان بن شالح الضيط العتيبي
- الأميرة وضحى بنت ظافر المفقاعي الهاجري. والدة الأمير بندر

### إخوانه
- الأمير فيصل بن عبد الرحمن بن فيصل آل سعود
- الأمير فهد بن عبد الرحمن بن فيصل آل سعود
- الأمير خالد بن عبد الرحمن بن فيصل آل سعود
- الأمير تركي بن عبد الرحمن بن فيصل آل سعود
- الملك عبد العزيز بن عبد الرحمن بن فيصل آل سعود
- الأمير سعد الأول بن عبد الرحمن بن فيصل آل سعود
- الأمير عبد الله بن عبد الرحمن بن فيصل آل سعود
- الأمير عبد المحسن بن عبد الرحمن بن فيصل آل سعود
- الأمير سعود بن عبد الرحمن بن فيصل آل سعود
- الأمير أحمد بن عبد الرحمن بن فيصل آل سعود
- الأمير مساعد بن عبد الرحمن بن فيصل آل سعود
- الأمير سعد الثاني بن عبد الرحمن بن فيصل آل سعود[3]

### أولاده
- الأمير تركي بن محمد بن عبد الرحمن ال سعود
- الأمير خالد بن محمد بن عبد الرحمن آل سعود
- الأمير عبد الله بن محمد بن عبد الرحمن آل سعود (أخ الملك فهد بن عبد العزيز آل سعود من الأم) متزوج من الأميرة نورة بنت سعود بن عبدالعزيز آل سعود وله من الأبناء (الأمير خالد ، الأمير محمد ، الأمير فهد ، الأمير فيصل ، الأمير تركي ، الأميرة العنود ، الأميرة منيرة) ومتزوج من الأميرة العنود بنت سعود الكبير وله من الأبناء (الأمير سعود ، الأميرة حصه ، الأميرة موضي)
- أبنائه : 
  - الأمير خالد بن عبد الله بن محمد ( طيار حربي متقاعد). متزوج من الأميرة الجوهرة الثانية بنت عبد المحسن بن عبد العزيز آل سعود. وله من الأبناء الأمير فهد
  - الأمير محمد بن عبد الله بن محمد (طيار حربي متقاعد، ورئيس كلية الملك فيصل الجوية الحربية سابقًا). كان متزوج من الأميرة نورة بنت بدر بن محمد بن عبد الرحمن آل سعود وله من الأبناء الأمير عبدالله ، الأمير خالد ، الأميرة لولوه ، الأمير سعود، ومتزوج من الأميرة مشاعل بنت خالد بن عبد العزيز آل سعود وله الأميرة نوف (متزوجة من الأمير بندر بن خالد الفيصل بن عبدالعزيز آل سعود) ومتزوج من الأميرة نورة بنت سبهان العلي السبهان وله من الأبناء الأمير فيصل ( متزوج من الأميرة ريم بنت محمد بن بندر بن عبدالعزيز آل سعود ) الأمير سلمان ، الاميرة ساره (متزوجة من الأمير محمد بن عبدالرحمن بن عبدالله الفيصل آل سعود)
  - الأمير فهد بن عبد الله بن محمد (متقاعد، قائد القوات البحرية سابقًا). متزوج من الأميرة فهدة بنت بندر بن محمد بن عبد الرحمن آل سعود.
  - الأمير فيصل بن عبد الله بن محمد (طيار، متوفى). متزوج من الأميرة جواهر بنت سلطان بن عبد العزيز آل سعود.
  - الأمير تركي بن عبد الله بن محمد (متقاعد، رئيس الشرطة العسكرية في وزارة الدفاع سابقًا). كان متزوج من الأميرة لطيفة بنت فهد بن عبد العزيز آل سعود.
  - الأمير الشاعر سعود بن عبد الله بن محمد. متزوج من الأميرة نوف بنت سلطان بن سعود بن عبد الله بن سعود آل سعود.
  - وله من البنات :
  - الأميرة العنود بنت عبد الله بن محمد. متزوجة من الأمير خالد الفيصل بن عبد العزيز آل سعود
  - الأميرة منيرة بنت عبد الله بن محمد. متزوجة الأمير خالد بن فهد بن خالد بن محمد بن عبد الرحمن آل سعود
  - الأميرة حصة بنت عبد الله بن محمد.
  - الأميرة موضي بنت عبد الله بن محمد. متزوجة من الأمير منصور بن محمد بن سعد الثاني بن عبد الرحمن آل سعود
- الأمير سعد بن محمد بن عبد الرحمن آل سعود
- الأمير فيصل بن محمد بن عبد الرحمن آل سعود
- الأمير فهد بن محمد بن عبد الرحمن آل سعود (أمير منطقة القصيم السابق)
- الأمير سعود بن محمد بن عبد الرحمن آل سعود
- الأمير عبد العزيز بن محمد بن عبد الرحمن آل سعود
- الأمير بندر بن محمد بن عبد الرحمن آل سعود
- الأمير بدر بن محمد بن عبد الرحمن آل سعود
- الأمير عبد الرحمن بن محمد بن عبد الرحمن آل سعود
- الأميرة نورة بنت محمد بن عبد الرحمن آل سعود. متزوجة من الأمير تركي بن عبد الله بن جلوي آل سعود
- الأميرة طرفة بنت محمد بن عبد الرحمن آل سعود
- الأميرة وطفى بنت محمد بن عبد الرحمن آل سعود. متزوجة من الشيخ عبد الرحمن بن عساف بن حسين العساف
- الأميرة موضي بنت محمد بن عبد الرحمن آل سعود

## وفاته
توفي الأمير محمد بن عبد الرحمن بن فيصل آل سعود صباح يوم الأحد 23 رجب 1362هـ الموافق 25 يوليو 1943م عن عمر ناهز 64 سنة في شهر رجب بالسكتة القلبية في قصره جنوب الرياض وقد نعاه الديوان الملكي السعودي.